# Matthias Preuss
Matthias Preuss (* 10. September 1954; † 12. Mai 2024) war ein deutscher Sportreporter, der sich auf Boxen, Kickboxen und Muay Thai spezialisiert hatte.
Er kommentierte unter anderem für den Pay-TV-Sender Premiere sowie für DSF und kam bei zahlreichen Boxschwergewichtskämpfen zum Einsatz – unter anderem von Evander Holyfield, Mike Tyson, Roy Jones junior und Riddick Bowe. Darüber hinaus kommentierte er 2001 und 2007 auch die Showkämpfe zwischen Profiboxerin Regina Halmich und dem Entertainer Stefan Raab sowie 2013 die Fernsehsendung Das große Sat.1 Promiboxen.
Matthias Preuss hatte vier Kinder, einer davon ist der Handballer, Moritz Preuss.